# Pseuderia robusta
Pseuderia robusta är en orkidéart som beskrevs av Rudolf Schlechter. Pseuderia robusta ingår i släktet Pseuderia och familjen orkidéer. Inga underarter finns listade i Catalogue of Life.